# 人生几度秋凉
《人生几度秋凉》是中国的一部电视连续剧，2004年6月16日于北京电视台文艺频道（BTV-2）播出，导演陈燕民，主演李立群、李诚儒、张铁林。张铁林首度献唱，为该片主唱片尾曲。
《人生几度秋凉》片名出自苏东坡所作“西江月”中的“世事一场大梦，人生几度秋凉”。该剧讲述了民国年间几位古董商之间的恩怨情仇。

## 演員表

### 尚珍閣
| 演員   | 角色   | 關係／暱稱 |
| 葛存壯 | 梁有德 | 尚珍閣老闆、前大掌櫃 紀宗聖之好友 周彝貴、田守長之師傅 被余旺財陷害及一時利誘，走眼將仿明仇英《山水仕女圖》賣給大帥而差點引來殺身之禍 於第一集因此事感嘆在古玩行裡再無顏面，決定將尚珍閣交給周彝貴打理回鄉休養 （友情客串） |
| 李誠儒 | 周彝貴 | 尚珍閣新任大掌櫃 梁有德之徒弟 田守長之師兄 為人處事踏實和善，對於古玩有獨到的眼光亦有才華 於第一集接手尚珍閣 |
| 馬叔良 | 田守長 | 梁有德之徒弟 周彝貴之師弟 於第一集開始協助師兄打理尚珍閣 |

### 賈方軒
| 演員   | 角色   | 關係／暱稱 |
| 李立群 | 余旺財 | 賈方軒老闆 標準小人，為名利錢財任何事都做得出，一直覬覦尚珍閣的店鋪，故佈局利誘陷害梁有德以謀取其店鋪，遭周彝貴阻撓不果 |
| 李大海 | 大海   | 賈方軒夥計 |

### 富王府
| 演員   | 角色   | 關係／暱稱 |
| 張鐵林 | 富嗣隆 | 人稱「富三爺」 前清皇室貴族後裔 民國成立後家中尊榮權貴大不如前，所以一直想著要如何重振門楣，過上前清貴族生活，通過一些別人所不齒的手段獲得權力，顯示了他的掙扎心態 於第一集聘請京劇戲班「牡丹班」常駐富府 |
| 賈雨嵐 | 富太太 | 富嗣隆之妻 |
| 李依曉 | 富儲秀 | 富嗣隆之女 |
| 雷鎮語 | 馬師爺 | 富嗣隆之幕僚跟班 |